# Shiqian
Shiqian (石阡县,  Shíqiān Xiàn) ist ein chinesischer Kreis der Stadt Tongren in der Provinz Guizhou. Die Fläche beträgt 2.161 Quadratkilometer und die Einwohnerzahl 301.300 (Stand: Ende 2018).
Der Wanshou-Palast von Shiqian (Shiqian Wanshou gong 石阡万寿宫) steht seit 2001 auf der Liste der Denkmäler der Volksrepublik China (5-397).